# Dentifovea praecultalis
Dentifovea praecultalis is een vlinder uit de familie van de grasmotten (Crambidae). De wetenschappelijke naam van deze soort is voor het eerst voorgesteld als Cybolomia praecultalis door Hans Rebel in een publicatie uit 1896.
De soort komt alleen voor op de Canarische Eilanden.